# Dortmund-Hombruch
Hombruch is een van de twaalf deelgemeenten van Dortmund en ligt ten zuiden van het centrum van de stad. Tegenwoordig is deze deelgemeente de grootste van Dortmund met 56.417 inwoners (2005). De deelgemeente bestaat uit zestien stadsdelen: Hombruch, Barop, Brünninghausen, Renninghausen, Kirchhörde, Lücklemberg, Kleinholthausen, Löttringhausen, Schnee, Großholthausen, Kruckel, Persebeck, Menglinghausen, Salingen en Eichlinghofen.
Hoofdplaats van de deelgemeente is het gelijknamige stadsdeel Hombruch, waar er goede winkelmogelijkheden bestaan, bv. in de "Harkortbogen".
De universiteit van Dortmund ligt ook in deze deelgemeente, in het stadsdeel Eichlinghofen. Zo wonen ook vele studerenden in de buurt van Hombruch.
Er zijn vele recreatiemogelijkheden in de deelgemeente, bijvoorbeeld het Rombergpark met een botanische tuin, de dierentuin van Dortmund, de "Hombrucher Alpen" (een berghelling van waar men een mooi uitzicht heeft), de Bolmke (een klein bos), leuke fietspaden (bijvoorbeeld langs de oude spoorweg van Löttringhausen naar Witten of de Emscherweg).
Door de deelgemeente rijden twee S-Bahn-lijnen, de lijn S1 (Dortmund - Düsseldorf met het station Dortmund-Universität en de lijn S5 (Dortmund - Hagen/Mönchengladbach) met de stations Dortmund-Barop en Dortmund-Kruckel. Er is ook een lijn van de Dortmunder Stadtbahn (een combinatie uit metro en sneltram), de lijn U42 (Hombruch - Grevel). Deze lijn rijdt door de stadsdelen Hombruch en Barop richting centrum.